# Odd Berg (fotbalista)
Odd Sigurd Berg (* 3. ledna 1952) je bývalý norský fotbalový útočník, později fotbalový trenér. Jeho bratrem je bývalý fotbalista Jan Berg.

## Fotbalová kariéra
Na klubové úrovni hrál fotbal pouze v norském klubu Molde FK. V roce 1974 se stal se 13 vstřelenými góly nejlepším kanonýrem nejvyšší norské fotbalové ligy.

## Trenérská kariéra
Během své trenérské kariéry vedl norské kluby Træff a Molde FK. Před sezónou 2015 se stal asistentem Monse Ivara Mjeldeho v IK Start.